# L'Amour au temps de la guerre civile
Pour plus de détails, voir Fiche technique et Distribution.
L'Amour au temps de la guerre civile est un film québécois réalisé par Rodrigue Jean et sorti en 2014.

## Synopsis
Alex est un jeune toxico en quête d'absolu qui se prostitue dans le quartier Centre-Sud de Montréal. Autour de lui gravitent Bruno, Simon, Jeanne, Éric et Velma, tous pris dans une même spirale de compulsion. Otages d'une société qui les exclut et les enferme dans son implacable logique marchande, ils sont les anges déchus d'une époque violente et sombre. Sans passé ni avenir, ils traînent leur arrogante solitude au gré d'un éternel présent ponctué par les gestes brûlants de leur consommation effrénée. Mais au milieu des ruines, leur beauté demeure insoumise. Entre deux doses, chacun s'accroche à ce qui lui reste de désir et les corps, exultant, se vengent de l'humiliation dans laquelle on les maintient. Seuls au monde, les enfants de cette tribu sauvage s'aiment et errent inlassablement dans la nuit de notre confort et notre indifférence. Comme chez l'écrivain Jean Genet, L'Amour au temps de la guerre civile « donne un chant à ce qui était muet ».

## Fiche technique
- Titre original : L'Amour au temps de la guerre civile
- Titre anglophone : Love in the Time of Civil War
- Réalisation : Rodrigue Jean
- Scénario : Ron Ladd
- Production : Transmar Films
- Producteurs : Cédric Boudreau, Rodrigue Jean
- Distribution : Les Films du 3 mars
- Image : Mathieu Laverdière, Etienne Roussy
- Montage : Mathieu Bouchard-Malo
- Son : Yann Cleary et Luc Boudrias
- Pays d'origine :  Canada
- Genre : drame
- Durée : 120 minutes
- Date de sortie: 
  -  Canada : 7 septembre 2014 (Festival international du film de Toronto)

## Distribution
- Alexandre Landry : Alex
- Ana Christina Alva
- Simon Lefebvre
- Catherine-Audrey Lachapelle
- Jean-Simon Leduc : Bruno
- Éric Robidoux : Éric

## Distinction

### Sélections
- Festival international du film de Toronto 2014
- Festival du Nouveau Cinéma, 2014[2]
- Festival International du cinéma francophone en Acadie, 2014[3]
- Festival des films de l’Atlantique, 2015[4]
- Rendez-vous Québec Cinéma, 2016

## Autour du film
Alexandre Landry qui tient le rôle principal du junkie, n'a découvert le film que lors de la première projection publique.
Le film est un regard tranchant sur le milieu de l'addiction.